# Mohammad Chodabande
Mohammad Chodabande (ur. 1532, zm. 1595) – szach Persji w latach 1577–1587. Syn szacha Tahmaspa I oraz Turkmenki Mahdi Ulja. Mohammad był następcą na tronie swojego zmarłego brata Isma’ila II.

## Dojście do władzy
Po śmierci Isma’ila II do władzy ponownie doszli do głosu, stanowiący odmianę grupy rządzącej, kyzyłbascy emirowie. Było to możliwe, ponieważ nadal zasady sukcesji nie były prawnie określone i to, kto zasiądzie na tronie, zależało od wyników rywalizacji między klikami. Do tronu pretendowali niewidomy Mohammad Chodabande i, mający w chwili śmierci ojca zaledwie kilka tygodni, syn Ismaila II. W czasie przedwyborczych przetargów koła wpływowe ostatecznie opowiedziały się za Mohammadem. Zrobiono tak prawdopodobnie dlatego, iż sądzono, że będzie nim można łatwo manipulować. Poważną kandydatką do faktycznego, a nie formalnego przejęcia władzy, była siostra zmarłego Isma’ila II, księżniczka Pari Chan Chanom, która, jako bliska krewna elekta, mogła zostać współrządzącą nowego szacha, ponieważ był on inwalidą. Opuściwszy tymczasowe schronienie w Szirazie i dotarłszy do stołecznego Kazwinu, Mohammad zasiadł na tronie w 1578 roku.

## Panowanie

### Osobiste oczekiwania
Jako niewidomy liczył na to, że sprawowanie rządów ułatwi mu rola przywódcy religijnego. W stosunku do emirów stawiał się w roli mistrza, jaką niegdyś mieli jego przodkowie w zakonie. Bieg wydarzeń w czasie jego panowania nie dowodzi, iżby zasada ta nadal obowiązywała. Grała ona rolę historycznej zaszłości, nawet pomimo tego, że niektóre jej elementy nadal funkcjonowały. Powodem takich zmian były też nowinki religijne, jakie wkradły się do ortodoksyjnych norm, psując je.

### Problemy
Władzę faktyczną przejęły natomiast matka i siostra poprzedniego i obecnego szacha, mianowicie Mahdi Ulja, zamordowana w 1579 roku i Pari Chan Chanom, wraz z jednym z dworskich ugrupowań. Szach decydował o niewielu kwestiach. Życie polityczne zdominowały międzyplemienne waśnie, których głównymi uczestnikami byli kyzyłbaskie plemiona Szamlu i Ustadżulu walczące o prymat z innymi Turkmenami. Do konfliktu włączyli się Irańczycy, których reprezentował wielki wezyr Mirza Salman Dżabiri, pochodzący z Isfahanu.

## Wojna z Turcją
Słabość Persji wykorzystała Turcja i wypowiedziała ona wojnę wschodniemu sąsiadowi.

## Upadek
W trakcie wojny zostało zaatakowane centrum kraju. Zagroziło to bardzo poważnie całości państwa. W takich okolicznościach wybuchło, w 1581 roku, silne powstanie w Chorasanie, grożące oderwaniem się tej prowincji. Namiestnikiem tego rejonu państwa był niepełnoletni Abbas Mirza, w którego imieniu rządził przywódca powstania. Gdy starszy następca tronu, Hamze Mirza, zginął w trakcie walk z wrogami, przywódcy Szamlu i Ustadżulu doszli do porozumienia. Uznali pierwszeństwo Abbasa do tronu i przewieźli go do stolicy by tam, za pomocą zamachu stanu, ustanowić go władcą. Mohammad Chodabande przebywał wówczas w mieście Farsa, gdzie wojsko tłumiło bunt. Te same oddziały zdradziły szacha i zdetronizowały go. Osiem lat później ojciec Abbasa I Wielkiego zmarł na wygnaniu.